# Tomo de Leão

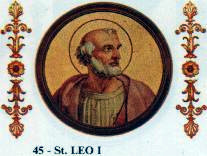
Papa São Leão Magno I

Tomo de Leão refere-se a uma carta enviada pelo Papa Leão I a Flaviano, patriarca de Constantinopla, o documento escrito em 13 de junho de 449 também conhecida como Tomus ad Flavianum, explicando a posição do papado em matéria de cristologia. O texto confessa que Cristo tem duas naturezas não separadas. A carta foi um tópico de debate no Concílio de Calcedônia, em 451, sendo eventualmente aceita como uma explicação doutrinária da natureza da Pessoa de Cristo. A carta foi escrita em resposta a Flaviano, patriarca de Constantinopla, que havia excomungado Eutiques, que também escreveu ao papa para apelar da excomunhão.

## Resumo do texto
Reconhecendo a carta de Flaviano que provocou a resposta e os "procedimentos dos bispos", o Papa declara que agora entende a controvérsia. Ele condena Eutiques no primeiro parágrafo, contestando o aprendizado do presbítero rebelde e a incompreensão do Credo. O papa Leão I afirma que, pelas três primeiras cláusulas deste Credo, "os motores de quase todos os hereges estão destruídos". Repetindo o mesmo, ele relata a doutrina da Igreja sobre a natureza substancial de Deus Pai e Deus Filho. Falando sobre a necessidade da Encarnação, ele oferece a justificativa bíblica para o dogma e contra a posição de Eutiques, observando que este último, para sua própria iluminação, poderia ter lido passagens relevantes em São Mateus, a Epístola de São Paulo aos Romanos. ou Isaías. Eutiques, diz o papa, acredita que Cristo não foi de nossa natureza, mas sim ter sido o Verbo feito carne, isto é, ter tomado um corpo que foi criado diretamente para esse propósito, e não um corpo verdadeiramente derivado do corpo de sua mãe; Nisso Eutiques erra, pois o Espírito Santo tornou a Virgem fértil e de seu corpo derivou-se um corpo real.
O papa Leão I insiste que ambas as naturezas de Cristo foram mantidas, ambas reunidas em uma só pessoa; este é o "remédio apropriado para nossos males", e Cristo é, do elemento humano, capaz de morte e, do divino, incapaz. Assumindo nossa natureza e, portanto, "uma parte de nossas enfermidades", além disso, Jesus não se tornou "participante de nossas transgressões ... enriquecendo o que era humano, não prejudicando o que era divino". A forma de Deus não tira a forma de um servo, nem a forma do servo prejudica a forma de Deus. Deus quis ficar confinado à carne, "para ser submetido às leis da morte". O maravilhoso da Natividade não implica que Cristo não tenha a natureza humana; as naturezas coexistem em Cristo, cada uma desempenhando os deveres próprios a ela.
Novamente invocando o texto do Credo, o Papa Leão I ilustra a coexistência de naturezas humanas e divinas em Jesus, também com base em referências ao Novo Testamento, por exemplo. "A infância do Bebê é exibida pela humilhação de panos: a grandeza do Altíssimo é declarada pelas vozes dos anjos." Uma Natureza, como a promulgada por Eutiques, não afirma: "Eu e o Pai somos um", ao mesmo tempo em que afirmamos que "o Pai é maior do que eu"; duas naturezas existem em uma pessoa. São Pedro é apresentado como o primeiro exemplo de um crente que rejeita todas as outras teorias da natureza de Cristo, a fim de declará-Lo o Filho do Deus vivo; Para esta declaração de fé, Pedro é especialmente recompensado por Jesus.
A ressurreição de Jesus e o intervalo entre esse evento e a Ascensão é o que torna a "fé inteira e clara de todas as trevas": nesse tempo, Jesus procurou demonstrar que as duas naturezas existiam nele sem divisão. Voltando agora ao apóstolo João, o papa Leão I reafirma que negar a natureza humana de Cristo é dissolver Jesus e negar o mistério redentor da ressurreição e também da crucificação, cujas indignidades somente a natureza humana de Cristo poderia ter sofrido.
O Papa surpreende-se com o fato de que a loucura de Eutiques não tenha sido mais repreendida, e conclui pedindo à "solicitude" de Flaviano que, se pela inspiração misericordiosa de Deus, o caso for levado a uma questão satisfatória, o homem desprezível e inexperiente. seja purificado também desta noção pestilenta dele. Suplicando a misericórdia cristã sobre o assunto, Leão I nota a indiferença ocasional percebida por Eutiques pela sua heresia, e parece esperançosa de que a excomungação logo se retrate. Ele nomeia os homens que irão assumir sua posição para Eutiques antes de desejar a saúde de Flaviano e anotar a data.